# Alexander Anderberg
Alexander Gustav Anderberg, född 5 januari 1997 i Karlstad, är en svensk professionell ishockeyspelare som spelar för Östersunds IK i hockeyallsvenskan.